# Токарев Сергій Олександрович
Сергі́й Олекса́ндрович То́карев (рос. Сергей Александрович Токарев; нар. 16 (28) грудня 1899, Тула, Російська імперія — пом. 19 квітня 1985, Москва, РРФСР, СРСР) — радянський етнограф і історик, доктор історичних наук (1940), заслужений діяч науки Якутської АРСР (1956) і РРФСР (1971).
Професор історичного факультету МДУ (1939—1973), завідувач сектору інституту етнографії АН СРСР (з 1943).

## Праці
Основні праці з проблем суспільного устрою, етногенезу, історії і форм релігій народів світу, історіографії; фахівець з етнографії народів Сибіру, Океанії, Західної Європи.
Співавтор і редактор томів «Народи Америки», «Народи зарубіжної Європи», «Народи Австралії і Океанії», багатотомній серії «Народи світу».

## Відзнаки
Нагороджений 2 орденами, а також медалями.